# Sesait
Sesait is een bestuurslaag in het regentschap Noord-Lombok van de provincie West-Nusa Tenggara, Indonesië. Sesait telt 7958 inwoners (volkstelling 2010).